# Makoto Kino
Czarodziejka z Jowisza (jap. セーラージュピター Sērā Jupitā; Sailor Jupiter) – fikcyjna postać z serii mang i anime Sailor Moon autorstwa Naoko Takeuchi. Jej imię, Makoto Kino (jap. 木野 まこと Kino Makoto), można tłumaczyć także jako "Szczerość Drzewa" (czytane ki no makoto (jap. 木の誠)).
Czarodziejka z Jowisza jest czwartą z wojowniczek Senshi, która dołączyła do Czarodziejki z Księżyca, pełni funkcję "siły" grupy. Oprócz tego, że jest bardzo silna fizycznie, jest w stanie wygenerować, kontrolować i manipulować grzmoty i błyskawice, niektóre z jej mocy są oparte na roślinach. Oprócz głównej części serii Sailor Moon, Makoto wystąpiła w swoim własnym opowiadaniu, w mandze pt. Mako's Depression.

## Opis postaci
| Pierwsze wystąpienie   |        |             |             |
| Forma                  | Manga  | Anime       | Live-action |
| Makoto Kino            | Akt 5  | Odcinek 25  | Akt 6       |
| Sailor Jupiter         | Akt 5  | Odcinek 25  | Akt 6       |
| Super Sailor Jupiter   | Akt 37 | Odcinek 143 | —           |
| Księżniczka Jowisz     | Akt 41 | —           | —           |
| Eternal Sailor Jupiter | Akt 42 | —           | —           |
| Evil Sailor Jupiter    | Akt 50 | —           | —           |

Makoto posiada silną i niezależną osobowość, jej najbardziej podkreślaną cechą fizyczną jest jej wzrost. Jako wielbicielka sztuk walki jest bardzo silna fizycznie. Jest także utalentowana w łyżwiarstwie figurowym. Pojawia się w anime po tym jak zostaje przeniesiona do szkoły, w której uczą się Usagi i Ami – Jūban Junior High School. Wyróżnia się tu tym bardziej, że jej szkolny mundurek różni się od wszystkich innych.
Kiedy pojawia się w nowej szkole, uczniowie boją się jej ze względu na jej siłę fizyczną. Makoto jest osobą bardzo skrytą, stroniącą od większych grup ludzi. Jednakże łatwo się zakochuje – w przeszłości przeżyła zawód miłosny, co sprawia, że w czasie akcji anime często wspomina swojego byłego chłopaka. Mieszka sama, ponieważ jej rodzice zginęli w katastrofie lotniczej. Potrafi doskonale gotować, a w przyszłości pragnie prowadzić własną cukiernię i kwiaciarnię. Uwielbia romantyczne powieści. Kiedyś poświęciła wiele czasu na przeglądanie powieści swej koleżanki, która dzięki jej radom i wsparciu niedługo potem została słynną pisarką, a jej powieść Tajemnica Pegaza była znana w całej Japonii.
Jej domowe talenty są wyjaśnione jako celowy zabieg, aby przezwyciężyć jej charakter chłopczycy. W serialu tokusatsu Bishōjo senshi Sailor Moon lubi robić zakupy, ale unika kupowania "dziewczęcych" rzeczy. Ten dwoisty charakter pochodzi od potrzeby bycia samowystarczalną: jej rodzice zginęli w katastrofie lotniczej, gdy była jeszcze bardzo mała.

### Sailor Jupiter
Makoto dzięki Piórze Transformacji Jowisza potrafi zmienić się w Sailor Jupiter. Nosi strój w odcieniach zieleni i różu. Jej osobowość nie różni się od tej sprzed transformacji, chociaż posiada pewne specjalne umiejętności. W języku japońskim planeta Jowisz nosi nazwę Mokusei (jap. 木星): pierwsze kanji znaczy "drzewo", a drugie wskazuje na obiekt astronomiczny. Choć użyto rzymskiej nazwy planety, dominującym żywiołem Sailor Jupiter jest drewno ze względu na ten aspekt japońskiej mitologii. Wyjątkowo większość jej ataków jest opartych na jej drugiej mocy, piorunie, co jest odniesieniem do rzymskiego boga Jowisza. Jest zdecydowanie fizycznie najsilniejsza z wojowniczek Senshi. Na początku mangi, zawsze ma krótką antenę połączoną z tiarą, która służy jako piorunochron, który ma taką samą rolę jak w anime, i pojawia się tylko wtedy, gdy zostaje wezwany słowami zaklęcia. Nie występuje on w serii live-action.
Z czasem staje się znacznie silniejsza i potężna, Sailor Jupiter zyskuje dodatkowe moce. Pierwsza zmiana ma miejsce w 37 akcie mangi, kiedy zdobywa Jupiter Crystal, jej strój staje się podobny do stroju Super Sailor Moon. Nie podano nazwy transformacji. Makoto także przemienia się w Sailor Jupiter dzięki Pałeczce Transformacji Jowisza, a jej trzecią i ostatnią przemianą w anime jest Super Sailor Jupiter dzięki Pałeczce Kryształowej Transformacji Jowisza. Ostatnią transformacją Makoto jest Eternal Sailor Jupiter, pojawia się ona tylko w mandze i jest najdoskonalszą postacią Senshi.

### Księżniczka Jowisz

Symbol Jowisza.

Księżniczka Jowisz (jap. プリンセス・ジュピター Purinsesu Jupitā; Princess Jupiter) – w mandze Makoto była Księżniczką na swojej rodzinnej planecie – Jowiszu. Była także obrończynią Księżniczki Serenity. W mandze była związana z Nephrite. Jeszcze za czasów Srebrnego Millenium jako księżniczka mieszkała w zamku Io Castle – zamku orbitującym wokół Jowisza. Królowa Serenity dała go jej, kiedy Księżniczka się urodziła.

## Transformacja

### Anime
- Jupiter Power, Make Up! (jap. ジュピター・パワー・メイク・アップ Jupitā Pawā Meiku Appu; Potęgo Jowisza, działaj!)[3]
- Jupiter Star Power, Make Up! (jap. ジュピター・スター・パワー・メイク・アップ Jupitā Sutā Pawā Meiku Appu; Gwiezdna Potęgo Jowisza, działaj!)[11]
- Jupiter Crystal Power, Make Up! (jap. ジュピター・クリスタル・パワー・メイク・アップ Jupitā Kurisutaru Pawā Meiku Appu; Kryształowa Potęgo Jowisza, działaj!)[12]

### Manga
- Jupiter Power, Make Up! (jap. ジュピター・パワー・メイク・アップ Jupitā Pawā Meiku Appu; Potęgo Jowisza, Przemień Mnie!)
- Jupiter Star Power, Make Up! (jap. ジュピター・スター・パワー・メイク・アップ Jupitā Sutā Pawā Meiku Appu; Gwiezdna Potęgo Jowisza, Przemień Mnie!)
- Jupiter Planet Power, Make Up (jap. ジュピター・プラネット・パワー・メイク・アップ Jupitā Puranetto Pawā Meiku Appu; Planetarna Potęgo Jowisza, Przemień Mnie!)[13]
- Jupiter Crystal Power, Make Up! (jap. ジュピター・クリスタル・パワー・メイク・アップ Jupitā Kurisutaru Pawā Meiku Appu; Kryształowa Potęgo Jowisza, Przemień Mnie!)

## Ataki
- Supreme Thunder! (jap. シュープリーム・サンダー Shūpurīmu Sandā; Błyskawice ku pomocy!)[3]
- Supreme Thunder Dragon! (jap. シュープリーム・サンダー・ドラゴン Shūpurīmu Sandā Doragon; Błyskawice, grzmoty ku pomocy!)[14]
- Sparkling Wide Pressure! (jap. スパークリング・ワイド・プレッシャー Supākuringu Waido Puresshā; Błyskawice, grzmoty ku pomocy!)[11]
- Jupiter Oak Evolution! (jap. ジュピター・オーク・エボリューション Jupitā Ōku Eboryūshon; Księżyce Jowisza!)[12]

## Przedmioty

### Transformacja
- Pióro Transformacji Jowisza (jap. ジュピター変身ペン Jupitā Henshin Pen; Jupiter Transformation Pen) – przypomina zwykłe pióro, ale jest zakończone małym, zielonym kamieniem, który świeci się w czasie transformacji. Luna rozpoznaje w Mako Sailor Jupiter, gdy podczas walki z Yumą Geeseen na jej czole pojawia się znak Jowisza. Dzięki niej Makoto zmienia się w Sailor Jupiter[8].
- Pałeczka Gwiezdnej Transformacji Jowisza (jap. ジュピター・スター・パワー・スティック Jupitā Sutā Pawā Sutikku; Jupiter Star Power Stick) – jest to różdżka z zieloną rękojeścią, zwieńczoną złotą koroną oraz ze złotą główką w kształcie pięcioramiennej gwiazdy z zielonym kamieniem w środku. Makoto dostaje ją od Luny i Artemisa. Podobnie jak pióro, pozwala Makoto zmieniać się w Czarodziejkę z Jowisza, która jednak posiada większą moc i silniejsze ataki[15].
- Pałeczka Kryształowej Transformacji Jowisza (jap. ジュピター・クリスタル・チェンジ・ロッド Jupitā Kurisutaru Chenji Roddo; Jupiter Crystal Change Rod) – różdżka o różowej rękojeści ze złotymi zdobieniami i zielonkawymi skrzydełkami, zwieńczona zielonym kryształem, na którym znajduje się jeszcze główka w postaci złotej pięcioramiennej gwiazdy. Czarodziejka otrzymuje ją, gdy Pegaz swoją mocą zmienia poprzednią pałeczkę. Ta różdżka pozwala Makoto zmieniać się w Super Sailor Jupiter, która jest ostateczną formą Czarodziejki w anime[5].
- Kryształ Jowisza (jap. ジュピター・クリスタル Jupitā Kurisutaru; Jupiter Crystal) – kryształ Senshi. Makoto użyła go do transformacji w Eternal Sailor Jupiter.

### Ataki
- Piorunochron (jap. 雷電アンテナ Raiden Antena; Thunder and Lightning Antenna)[8]
- Dębowe Liście Jowisza (jap. オークの葉 Ōku no Ha; Leaves of Oak)[5]
- Wieniec Jowisza (Jupiter Wreath) – przedmiot w kształcie wieńca z liści dębu używany przez Super Sailor Jupiter, a w mandze również przez Eternal Sailor Jupiter, (razem z Magicznym Piorunochronem) do przeprowadzania ataku Jupiter Oak Evolution. Gdy Czarodziejka korzysta z tego przedmiotu oraz wypowiada zaklęcie, wywołuje emisję licznych świetlistych ostrzy w kształcie liści. W mandze Jupiter zdobywa go podczas bitwy z Hawk Eye, natomiast w anime po raz pierwszy pojawia się, gdy Czarodziejka walczy z CereCere. Należy zaznaczyć, iż w mandze przedmiot jest rzeczywistą koroną, natomiast w anime składa się on z liści. Symbol wieńca widoczny jest także na Kryształowej Pałeczce Transformacji Jowisza.

### Inne
- Urządzenia Komunikacyjne (jap. 通信機 Tsūshin-ki; Communication Device)
- Zegarek Komunikacyjny (jap. 腕時計型の通信機 Udedokei Kata no Tsūshin-ki; Communication Watch)
- Różany Pasek (jap. バラのベルト Bara no Beruto; Rose Belt)
- Różane Kolczyki (jap. ばらのピアス Bara no Piasu; Rose Earrings)

## Aktorki
W pierwszym anime głosu Makoto użyczyła Emi Shinohara, a w serialu Sailor Moon Crystal – Ami Koshimizu.
W musicalach Sailor Moon w jej rolę wcieliły się aktorki: Noriko Kamiyama (Kanoko), Marie Sada, Takako Inayoshi, Emika Satō, Akari Tonegawa, Chiho Ōyama, Emi Kuriyama, Yuriko Hayashi, Ayano Sugimoto, Kaori Sakata, Karina Okada, Mai Watanabe, Yū Takahashi oraz Kaede.
W serialu Bishōjo senshi Sailor Moon rolę Makoto odegrała Mew Azama.

## Odbiór
W 1993 roku, w 15. Anime Grand Prix, organizowanym przez magazyn Animage, postać Makoto Kino zajęła 10. miejsce w kategorii: najlepsza postać żeńska. Rok później była dwunasta. W pierwszym oficjalnym sondażu popularności postaci z serii Sailor Moon, Sailor Jupiter była piątą najbardziej popularną postacią z trzydziestu ośmiu pozycji.